# Stazione di Fornaci
Stazione di Fornaci vasútállomás Olaszországban, Rimini településen.

## Vasútvonalak
Az állomást az alábbi vasútvonalak érintik:
- Rimini-Novafeltria-vasútvonal

## Kapcsolódó állomások
A vasútállomáshoz az alábbi állomások vannak a legközelebb:
- Spadarolo railway stop
- Stazione di Rimini Porta Montanara